# Konnanlampi
Konnanlampi är en sjö i kommunen Nurmes i landskapet Norra Karelen i Finland. Sjön ligger 106,5 meter över havet. Den är 22 meter djup. Arean är 1,02 kvadratkilometer och strandlinjen är 7,51 kilometer lång. Sjön  ingår i Vuoksens huvudavrinningsområde.   Den ligger omkring 94 kilometer norr om Joensuu och omkring 440 kilometer nordöst om Helsingfors. 
I sjön finns ön Pulisaari. 